# Ridderslag
Ridderslag eller slå til ridder er en handling, hvor en fyrste i en ceremoni ophøjer en væbner eller svend i den adelige ridderstand.
Ceremonien kan have mange former, men den har sit navn efter den praksis, hvor værdigheden som ridder tildeles ved, at fyrsten lader den flade side af sit sværd berøre begge skuldre (evt. halsen) på den person, som ophøjes i ridderstanden. Ceremonien med ridderslag opstod i 1100-tallet.

## Historie
Ridderslag var i Frankrig i 12. århundredes begyndelse hovedhandlingen ved den unge adelsmands optagelse i ridderskabet og iklædning af riddervåbnene. Oprindelig bestod det af et kraftigt ørefigen eller slag på halsen — en ejendommelig skik, der må sammenstilles med ceremonier i håndværkerlavene ved en ny svends optagelse (behøvling) og i det hele med de hos mange folkeslag kendte manddomsprøver og mishandlinger, der ledsagede ynglingens højtidelige optagelse i mændenes lav. Dette slag var således en afslutning på læretiden og den sidste forhånelse, som den unge adelsmand måtte finde sig i; derfor hedder det også i et tysk vers:
| „ | Zuo Gottes unde Marien Er diesen slac unde keinen mer! | “ |

Senere mildnedes den rå skik under kirkelig påvirkning og omdannedes til et lempeligt slag på skulderen med sværdet, der i øvrigt kun langsomt sammen med de andre franske ridderskikke trængte igennem i de andre lande. Den, der øvede ridderslag, skulle selvfølgelig selv være ridder; størst ære var det naturligvis at modtage ridderslaget af en konge eller fyrste, og i enkelte lande som Danmark og Sverige fandtes der sjælden andre riddere end dem, som kongen havde givet ridderslag.
Begrebet ridderslag er senere knyttet til optagelse i visse ridderordener.
Titlen som ridder er en personlig titel, der ikke er arvelig.

## Ridderslag i Sverige
I middelalderen skete udnævnelserne til riddere ofte ved adelsmøder og rigsdage, hvor mange af rigets fremtrædende mænd var samlede. For eksempel slog dronning Margrete 1. (på vegne af sin fostersøn Erik af Pommern) 133 svende fra Sverige til riddere ved unionsmødet i Kalmar i 1397.
Mellem 1435 og 1523 blev Sverige ofte styret af rigsforstandere. Rigsforstanderen havde ikke myndighed til at slå svende til riddere. I kortere perioder regerede unionskongerne (Erik af Pommern, Christoffer af Bayern, Christian 1., Hans af Danmark, Christian 2.) ganske vist i Sverige, men der blev ikke udnævnt særligt mange riddere, og i perioder var det svendene (væbnerne), ikke ridderne, der var de førende i den svenske højadel.